# Serbana borneensis
Serbana borneensis ist eine Wanzenart aus Südostasien.

## Merkmale
Die etwa 15 Millimeter langen Wanzen sind dunkelbraun gefärbt. Sie besitzen eine flache ovale Gestalt. Kopf, Halsschild und Abdomen weisen lappenartige laterale Auswülstungen (Foliation) auf. Die Augen sind in der Sagittalebene geteilt. Die Wanzen treten sowohl voll geflügelt (makropter), als auch mit zurückgebildeten Flügeln (brachypter) auf.

## Verbreitung
Die Art kommt endemisch auf der Insel Borneo vor. Funde gibt es sowohl aus dem Norden (in Brunei sowie im Gunung-Mulu-Nationalpark in Sarawak (Malaysia)) als auch aus dem Süden (im Mawas-Reservat in Indonesien) der Insel.

## Lebensweise
Die Wanzen findet man an Baumrinde, wo sie aufgrund ihrer Färbung und Gestalt sehr gut getarnt sind.

## Taxonomie
Serbana borneensis wurde 1906 von Distant erstbeschrieben. Ursprünglich wurde die Art der Familie Phloeidae zugeordnet, die aus drei weiteren Arten besteht und ansonsten ausschließlich in Südamerika vertreten ist. 1953 wurde Serbana borneensis von Leston in die Familie der Baumwanzen (Pentatomidae) überführt und dort monotypisch in der Unterfamilie Serbaninae platziert. 2006 wurde diese Zuordnung von Rider aufgrund der Morphologie der männlichen Genitalien bestätigt. Andere Autoren kommen aufgrund morphologischer Analysen zu dem Schluss, dass Serbana borneensis sensu lato („im weiteren Sinne“) zu Phloeidae gehört.